# Mongolische Küche

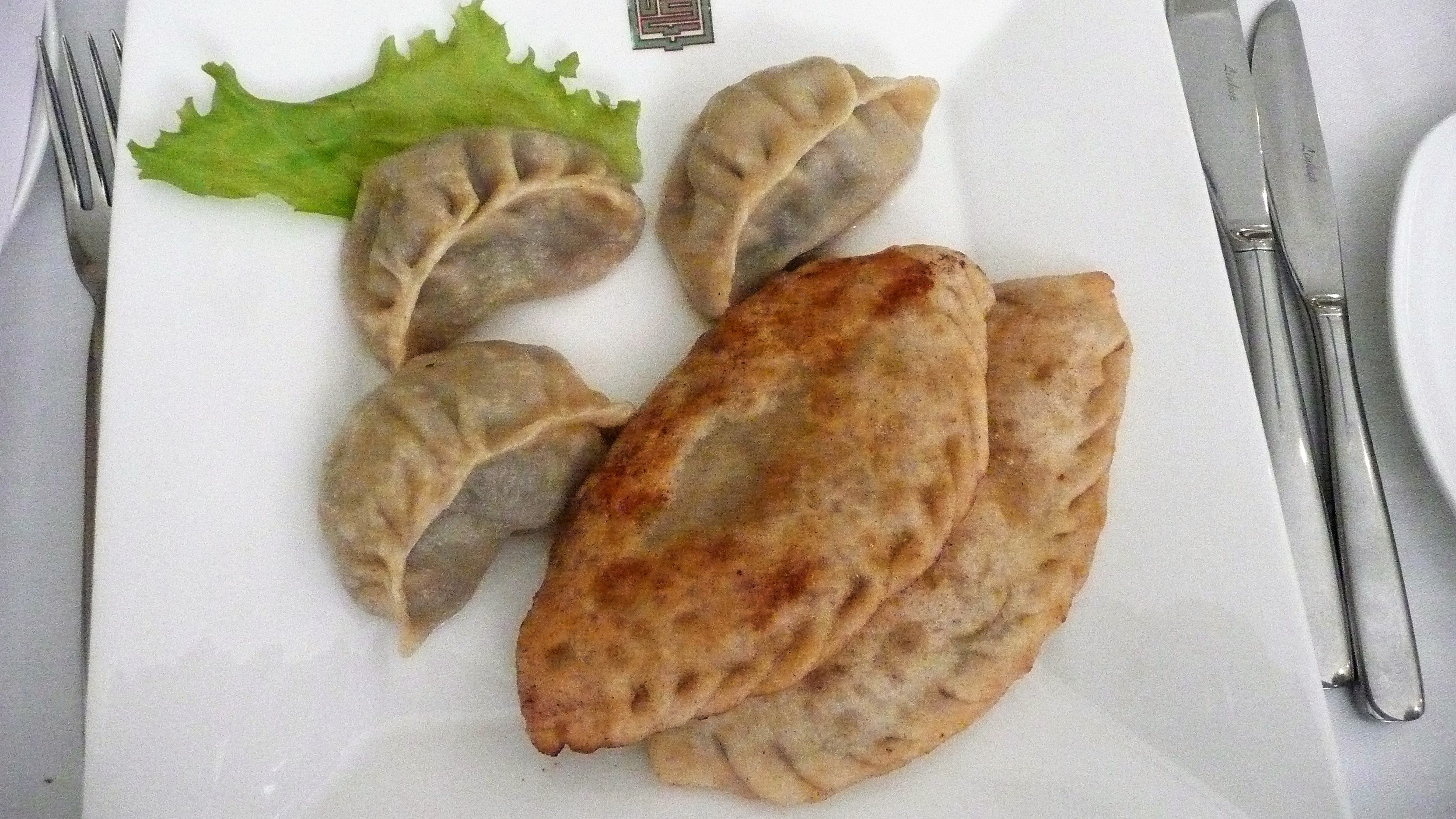
Mongolische Teigtaschen: Buuds und Chuuschuur

Die mongolische Küche (mongolisch Монгол хоол mongol khool, ᠮᠣᠩᠭᠣᠯ ᠬᠣᠤᠯ) ist im Wesentlichen durch Fleisch und Milchprodukte geprägt. Die Nomaden in der Mongolei leben ganz direkt von den Erzeugnissen ihrer Tiere (Pferde, Kühe, Yaks, Kamele, Schafe, Ziegen). Fleisch wird entweder gekocht, gebraten, als Zutat für Suppen oder Teigtaschen verwendet oder für den Winter getrocknet (Borts). Süßwasserfische wie der Mongolische Rotfeder, der Lenok oder der Taimen gehören auch zur traditionellen mongolischen Küche. Durch die Verstädterung gibt es auch eine moderne Geflügelzucht und Aquakultur. 
Aus Milch und Sahne werden diverse Getränke sowie Käse und käseähnliche Produkte wie Aaruul (Quarkstücke) hergestellt.
Der Speiseplan der Mongolen enthält einen sehr großen Anteil von tierischem Fett. Winterliche Temperaturen von bis zu −40 °C und die Arbeit im Freien machen entsprechende Energiereserven notwendig.
Auf dem Land sind die Nomaden grundsätzlich Selbstversorger. Reisende finden an den Straßen regelmäßig Jurten mit der Aufschrift Гуанз Guanz, die als Verpflegungsstationen dienen.
Gekocht wird normalerweise in der Jurte auf einem einfachen kleinen Ofen, mit getrocknetem Tierdung als Heizmaterial.

## Bekannte Gerichte

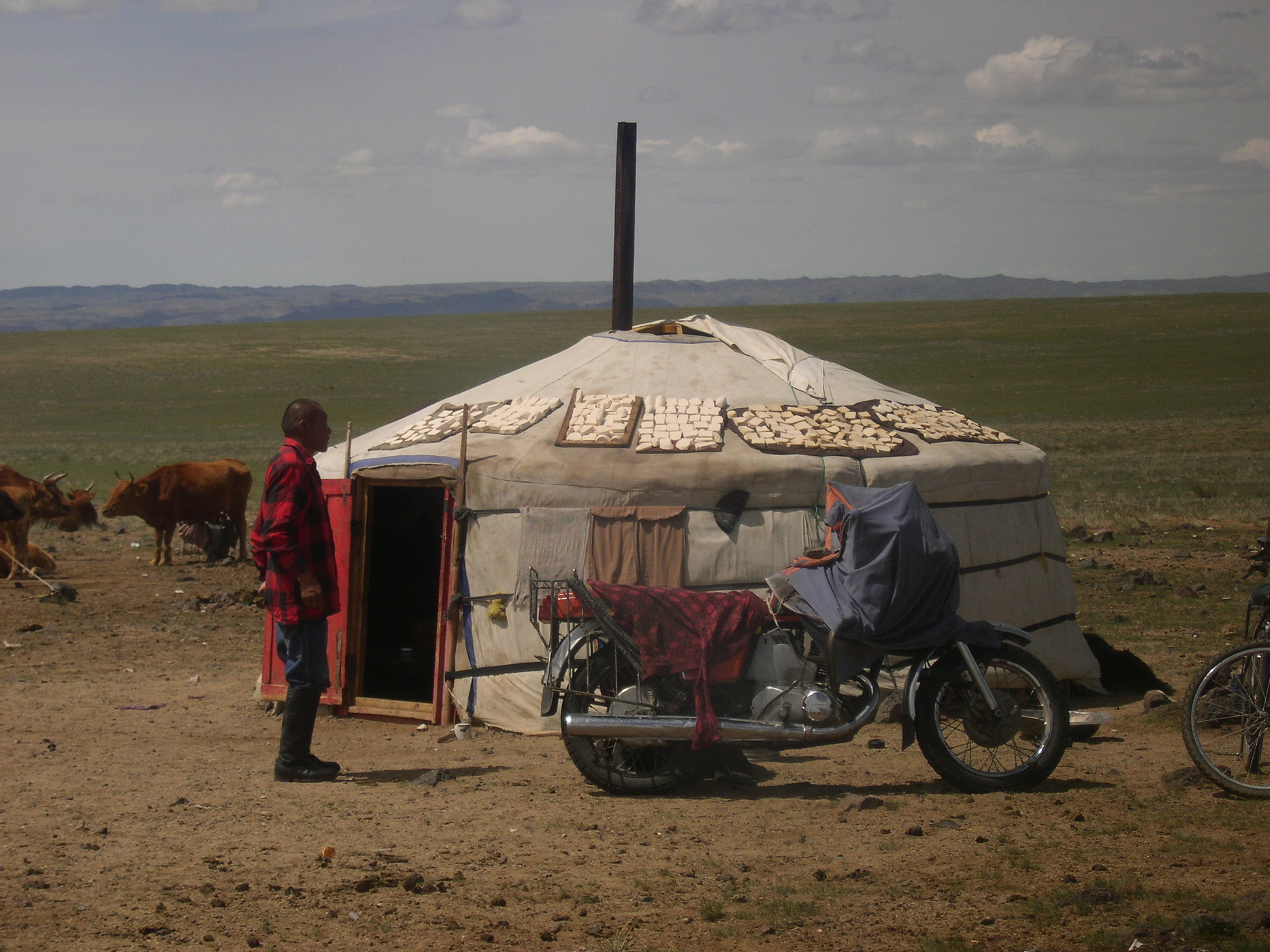
Trocknung von Aaruul auf dem Jurtendach

Auf dem Land ist das häufigste Gericht einfaches gekochtes Schaffleisch, regelmäßig ohne jegliche weiteren Beilagen. In der Stadt sieht der Reisende an jedem zweiten Lokal Buuds angeschrieben. Dabei handelt es sich um fleischgefüllte Teigtaschen, die in Dampf gegart werden. Weitere Formen von Teigtaschen werden im Wasserbad gekocht (Bansch) oder in Schafsfett frittiert (Chuuschuur). Weitere Gerichte kombinieren das Fleisch mit Reis oder frischen Nudeln zu verschiedenen Eintöpfen. Traditionell ist das Budaatai Khuurga, ein Gericht mit Fleisch und Gemüse, was in einer Reispfanne zubereitet wird.
Die ungewöhnlichste Zubereitungsart wird nur bei besonderen Gelegenheiten verwendet: Dabei wird das Fleisch (und ggf. Gemüse) mithilfe von im Feuer erhitzten Steinen gegart. Dies geschieht entweder mit Schaffleisch in einem Topf oder in einer verschließbaren Milchkanne (Chorchog), oder die Steine werden in die Bauchhöhle eines entbeinten Murmeltiers oder einer Ziege gefüllt (Boodog).
Von der Milch wird die Sahne durch Aufkochen getrennt (Öröm). Aus der verbleibenden Magermilch entstehen Käse, getrockneter Quark (Aaruul), Joghurt, Kefir, ein leicht alkoholisches Milchgetränk (Choormog) sowie ein leichter Milchschnaps (Archi).
Das eigentliche Nationalgetränk ist aber der Airag, vergorene Stutenmilch. Durch den russischen Einfluss während der Zeit des Sozialismus hat auch der Wodka einige Verbreitung gefunden.
Das Alltagsgetränk auch zu Mahlzeiten ist gesalzener Milchtee (Süütei Tsai), der auch mit Reis, Fleisch oder Bansch zu einer robusten Suppe ausgebaut werden kann.
Beliebte Suppen sind Bantan, eine Mehlsuppe mit Knollen und Guriltai Shul, eine Nudelsuppe mit Fleisch.

## Esskultur

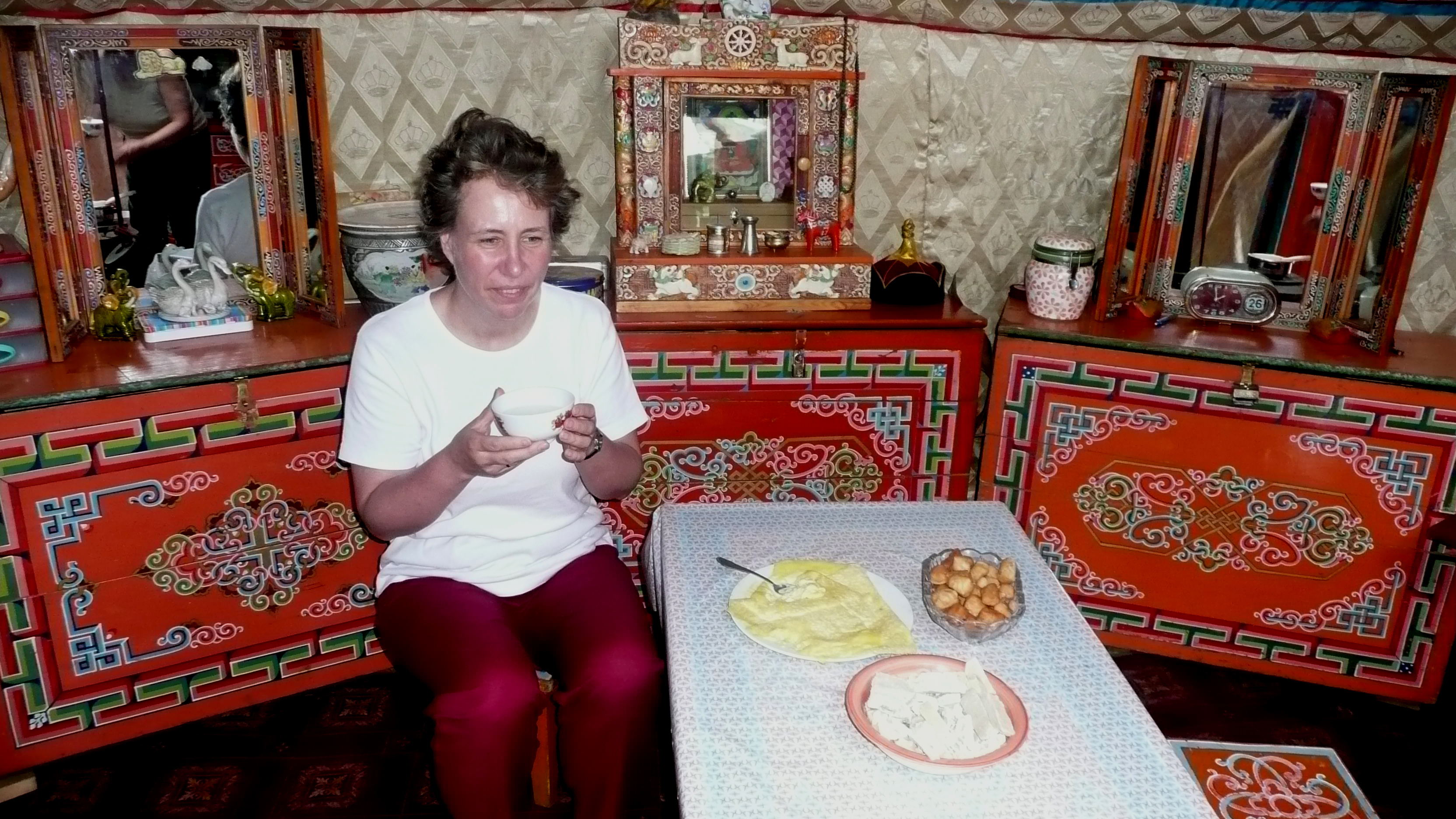
Zu Gast in einer Jurte: Bewirtung mit Airag, Öröm, Aaruul und Boortsog

Wer als Gast in eine Jurte tritt, wird immer etwas zu essen und zu trinken erhalten. Es ist nicht möglich, das Angebot abzulehnen, aber man muss die Schale auch nicht leeren. Mit einem kleinen Bissen oder einem Schluck ist der Höflichkeit Genüge getan und man kann den Rest problemlos zurückgeben. Eine leere Schale wird unverzüglich aufgefüllt. Lebensmittel (auch andere Gegenstände) werden grundsätzlich immer mit der rechten Hand übergeben und in Empfang genommen. Dabei berührt die linke Hand zur symbolischen Unterstützung den rechten Ellenbogen.
In der modernen Hauptstadt Ulaanbaatar lebt etwa die Hälfte der Bevölkerung. Die dortige Esskultur wird besonders durch die Chinesische Küche und die Indische Küche geprägt. Auch wird die internationale Küche und die Vegetarische Küche immer beliebter in der Metropole. Cafés sind besonders bei der Jugend und bei den Touristen beliebt.

## Legenden
Einige Restaurantketten im Westen bieten eine Attraktion an, die sie „Mongolisches Barbecue“ nennen. Dabei werden alle möglichen Zutaten (meist aus dem südostasiatischen Raum) vor den Augen des Kunden auf einer großen Stein- oder Stahlplatte gegrillt. Obwohl es inzwischen auch in Ulan Bator ein solches Lokal gibt, haben weder die Zutaten noch die Zubereitungsart irgendetwas mit mongolischer Küche zu tun. Vielmehr ist dies eine Adaption des japanischen Teppanyaki.
Als historische Ursprungsregion des Feuertopfes wird häufig die Mongolei angegeben, die wissenschaftliche Quellenlage dazu ist aber äußerst dünn. Sowohl die Zubereitungsart als auch die erforderliche Ausrüstung sind in der heutigen Mongolei unbekannt. Letztere passt ohnehin besser in eine sesshafte Kultur, da in einem Nomadenhaushalt weniger spezialisiertes Gerät vorgezogen wird, um beim Transport Volumen und Gewicht zu sparen.
Hin und wieder liest man, die alten Mongolen unter Dschingis Khan hätten ihre Fleischstücke während der Reise unter dem Sattel „weichgeritten“, statt sie zu kochen. In der Tat haben mongolische Krieger manchmal Fleisch unter den Sattel gelegt, dies aber nicht, damit das Fleisch weich wird, sondern um den Rücken des Pferdes zu schonen, damit er nicht so schnell wundgerieben wurde. Als schnell zuzubereitender Reiseproviant diente damals wie heute das gemahlene Trockenfleisch Borts.

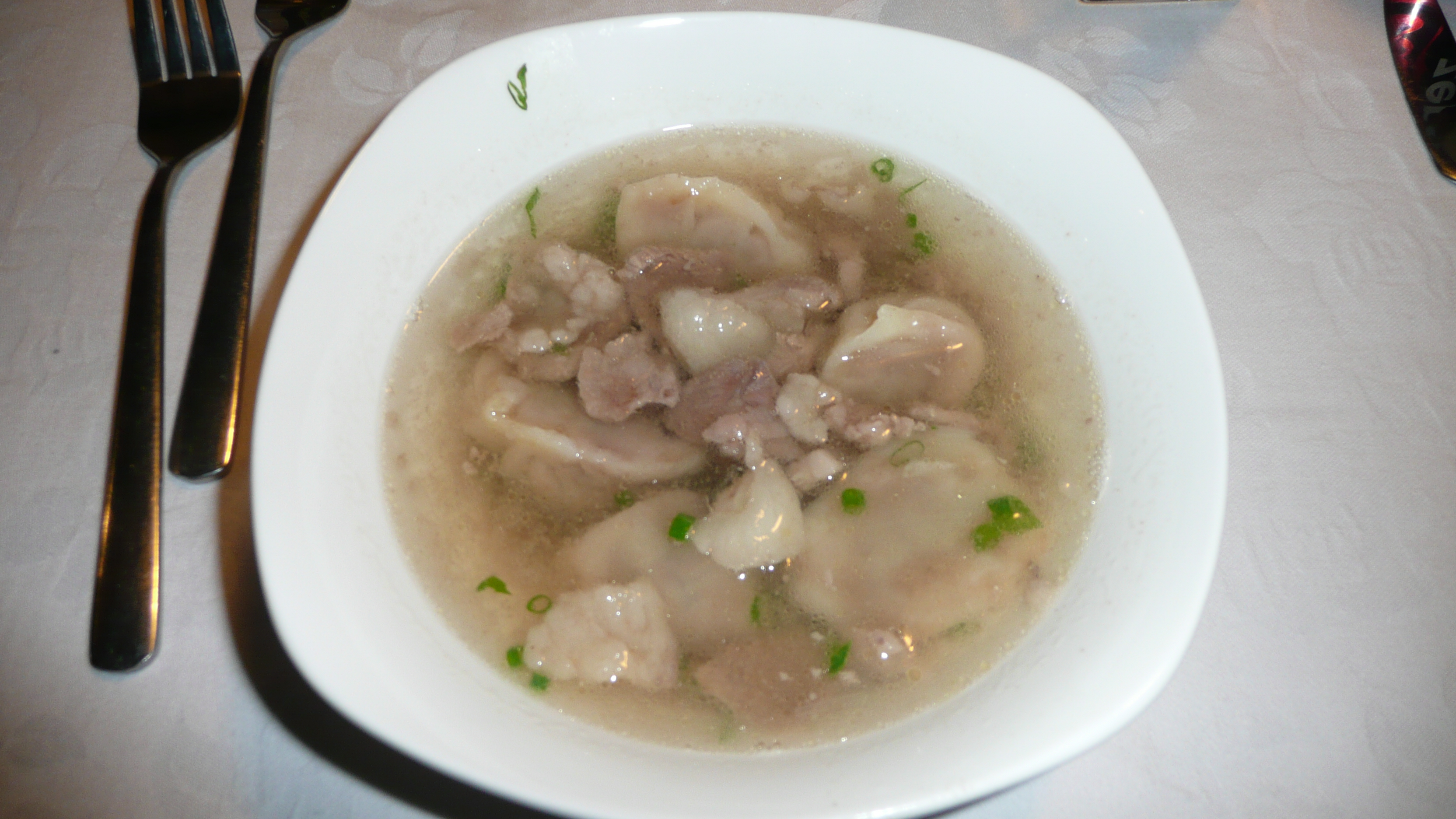
Hammelfleischsuppe mit Bansch
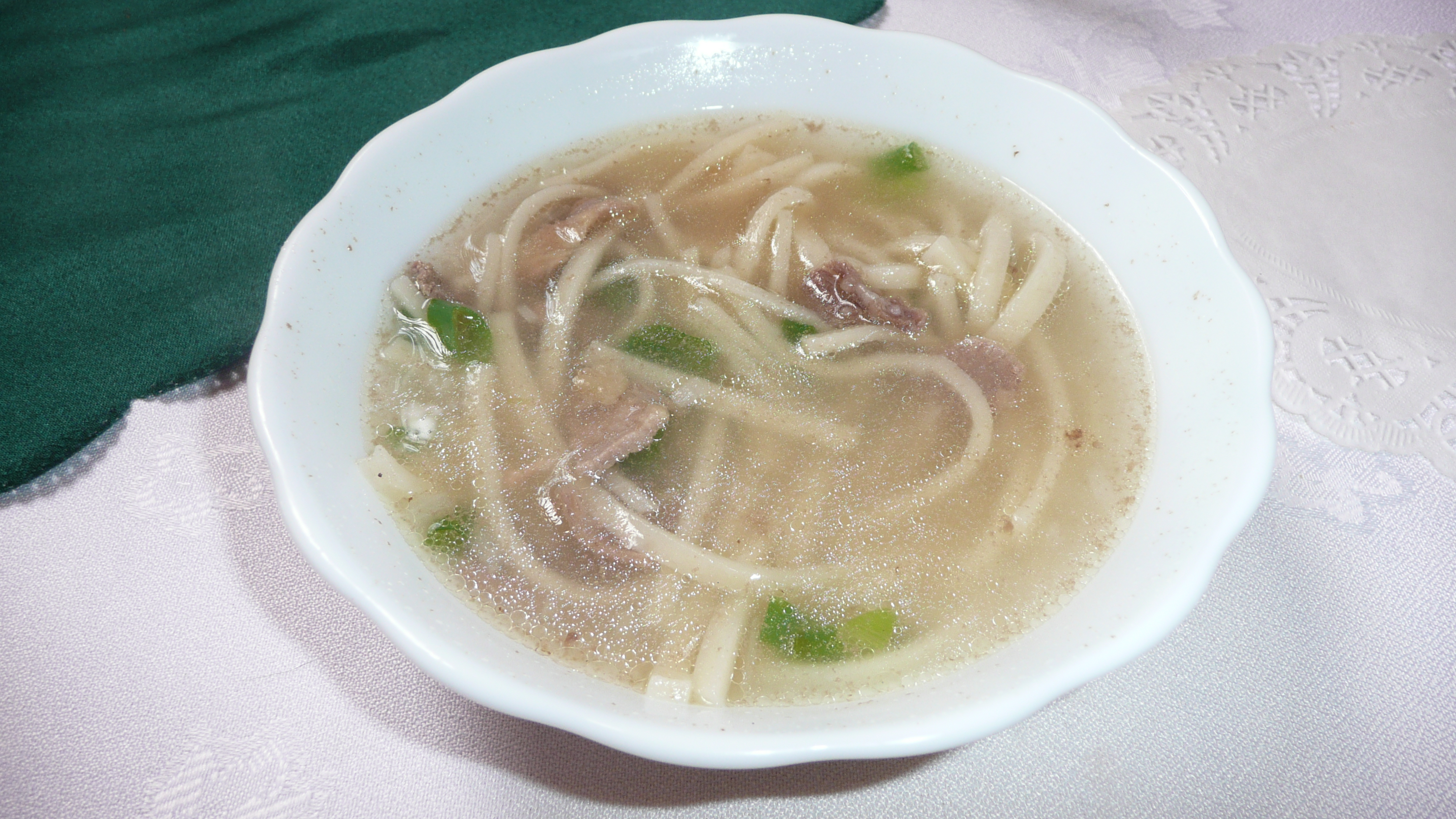
Nudelsuppe mit Hammelfleisch
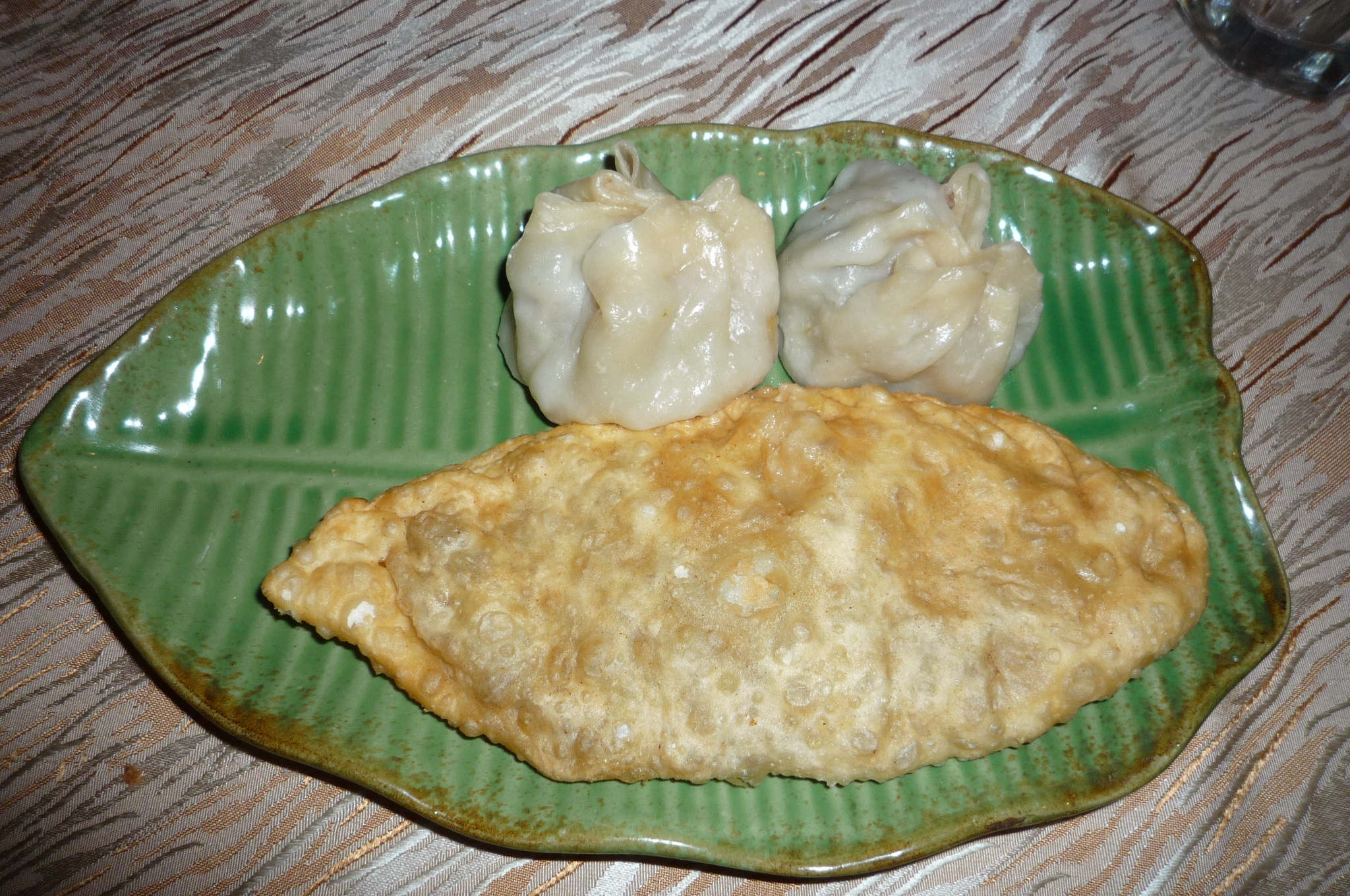
Teigtaschen - Buuds und Chuuschuur
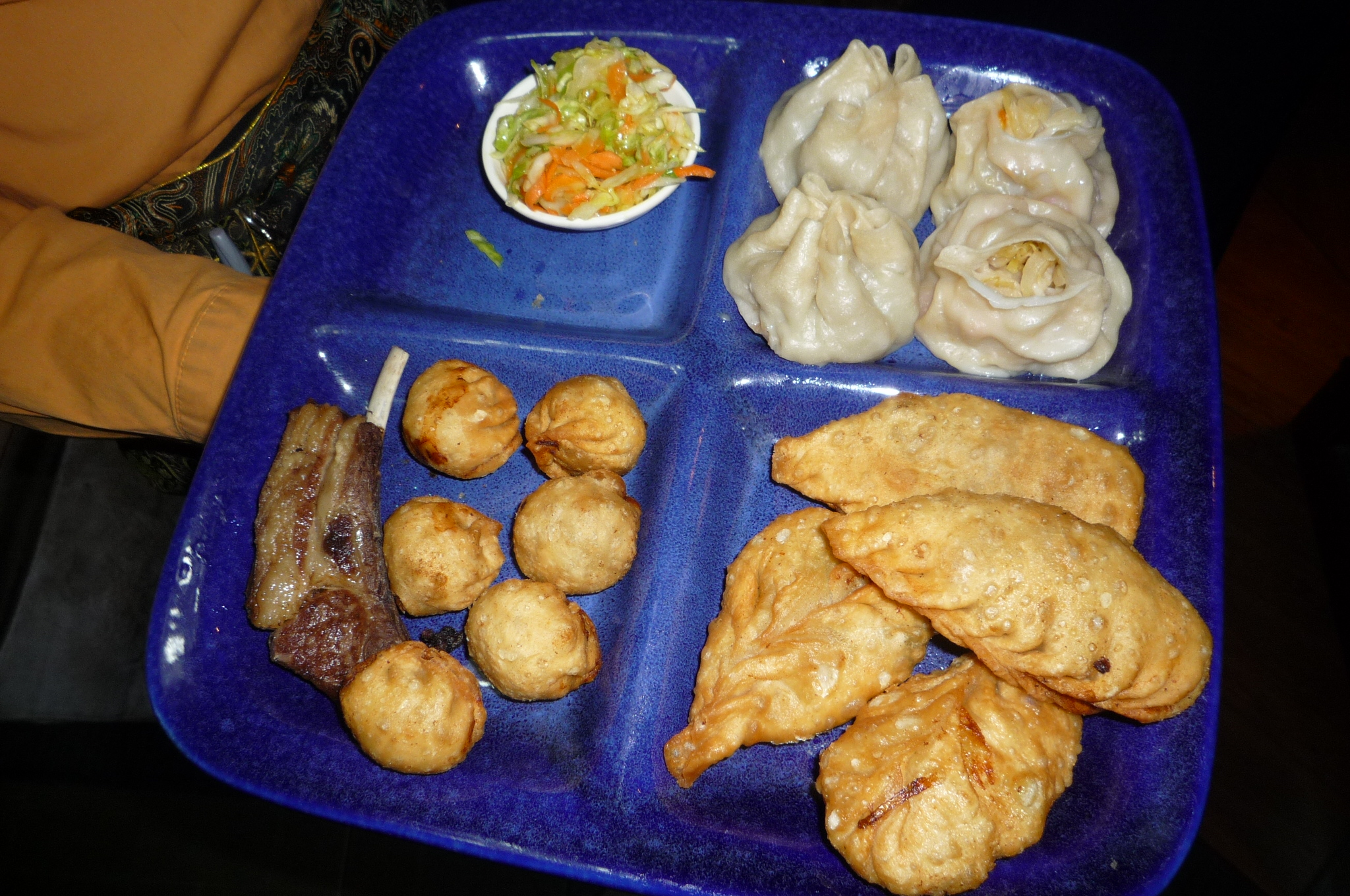
Bansch, Buuds, Chuuschuur
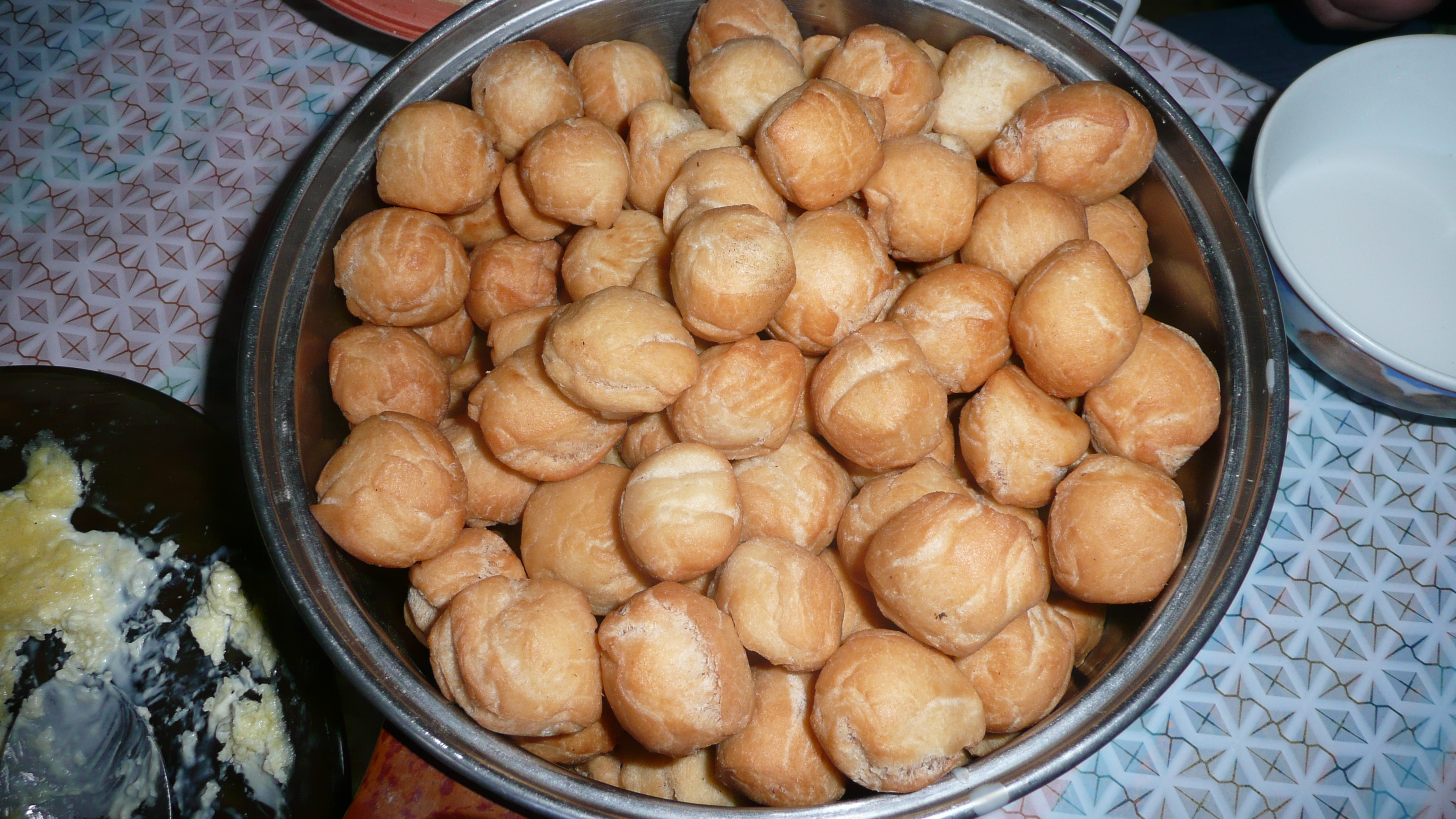
Boortsog
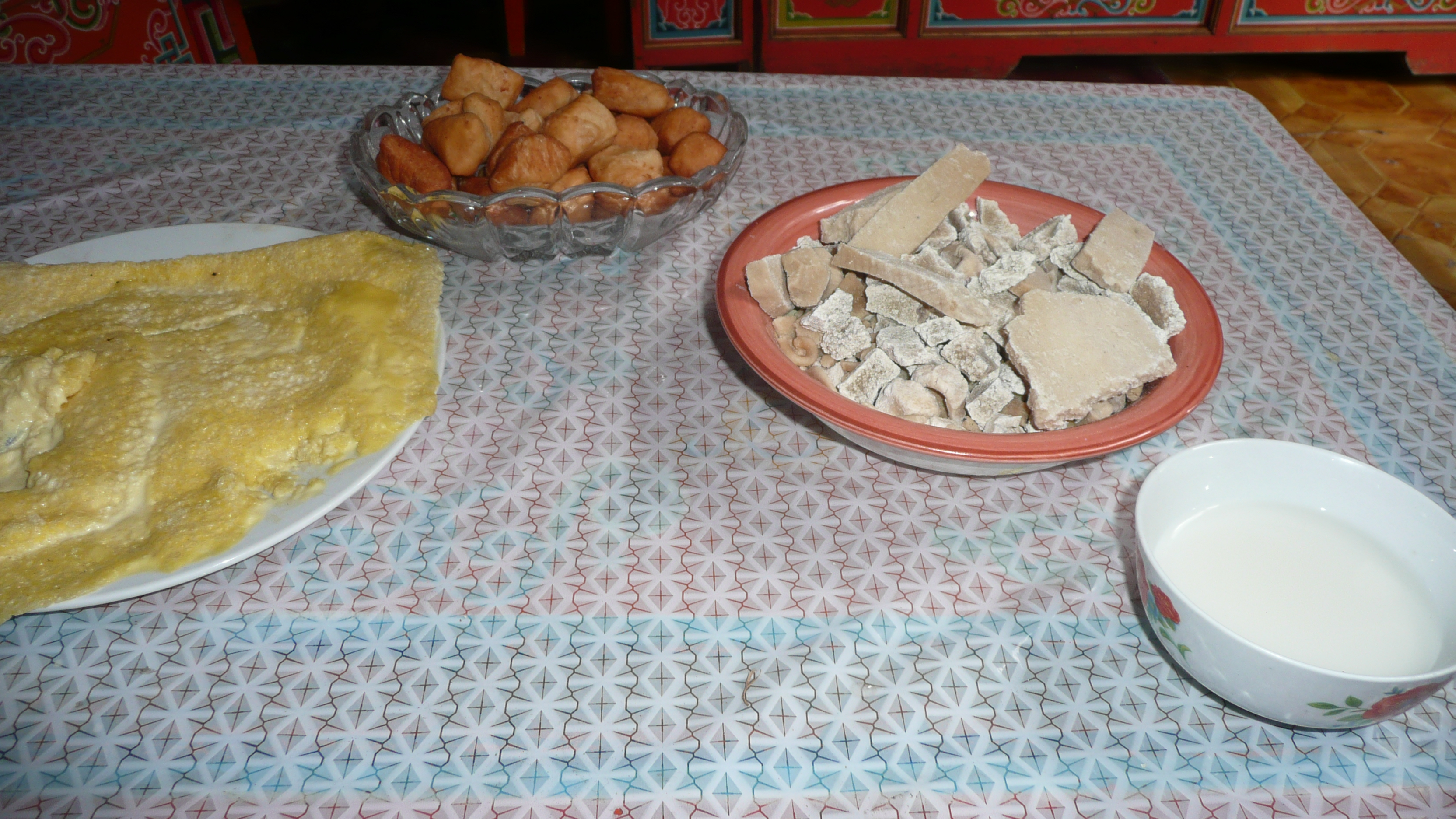
Öröm, Boortsog, Aaruul, Airag
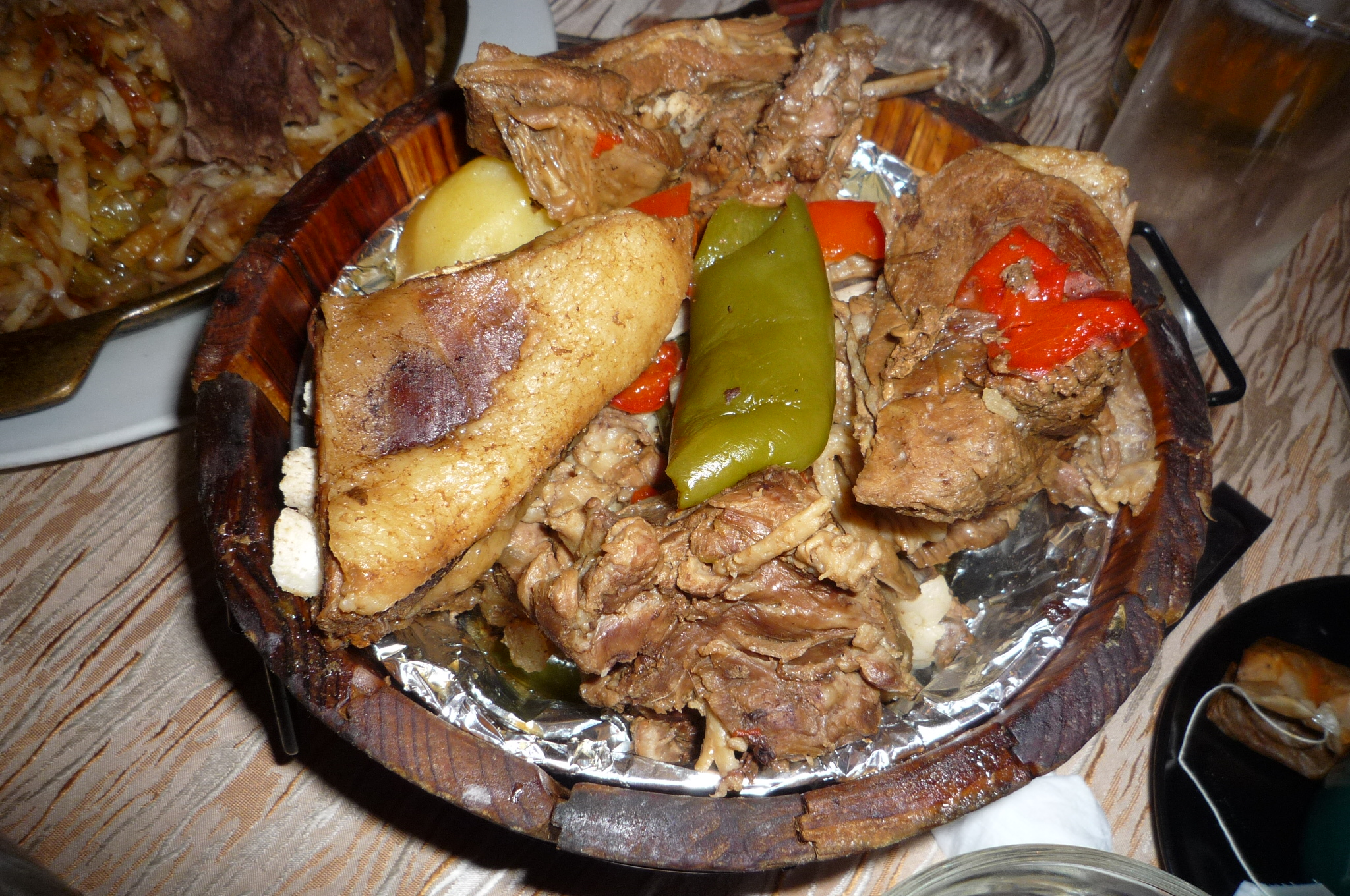
Chorchog
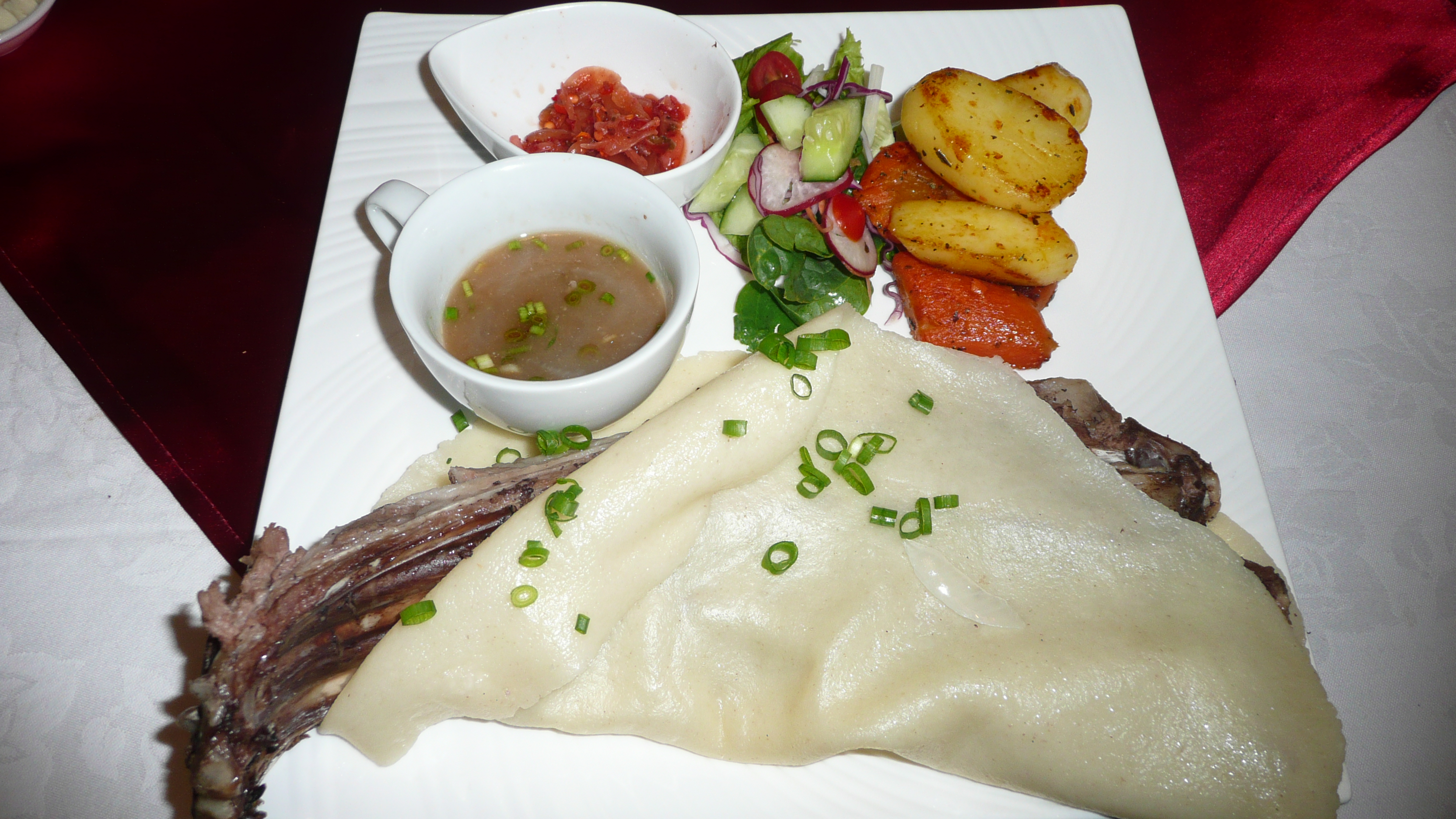
Lammrippen
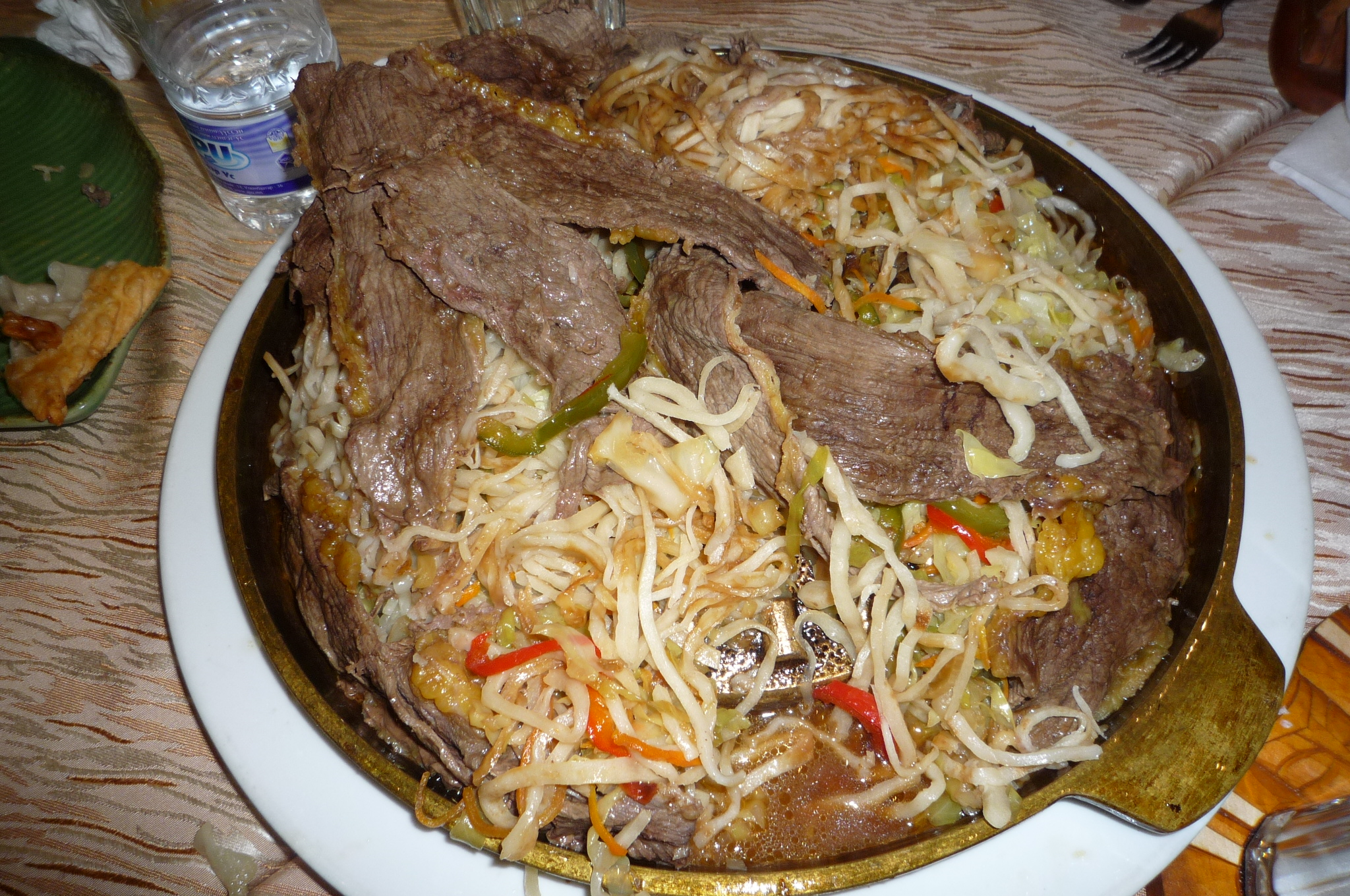
Nomadengericht: Rindfleisch auf Nudeln
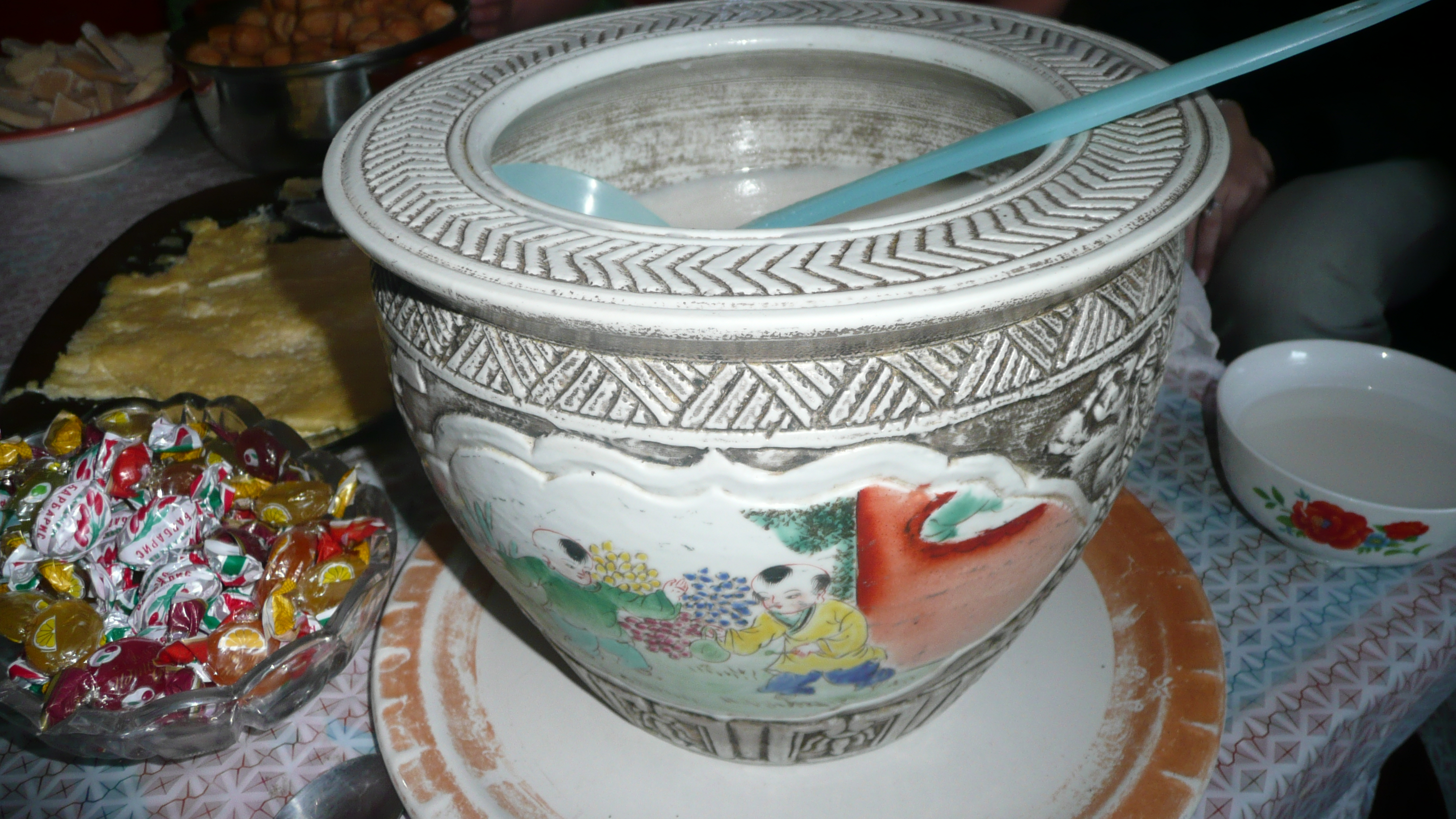
Airag
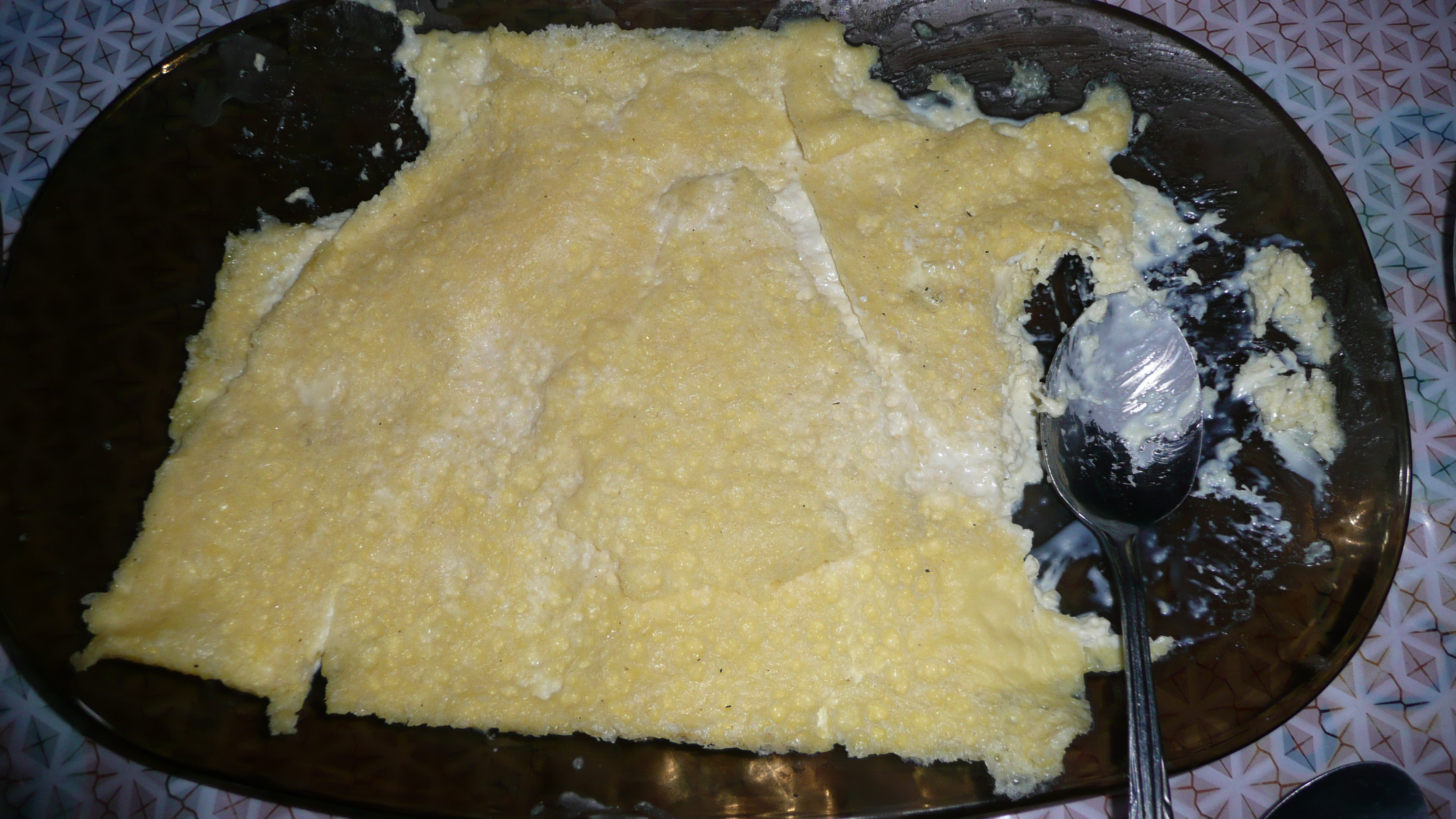
Öröm
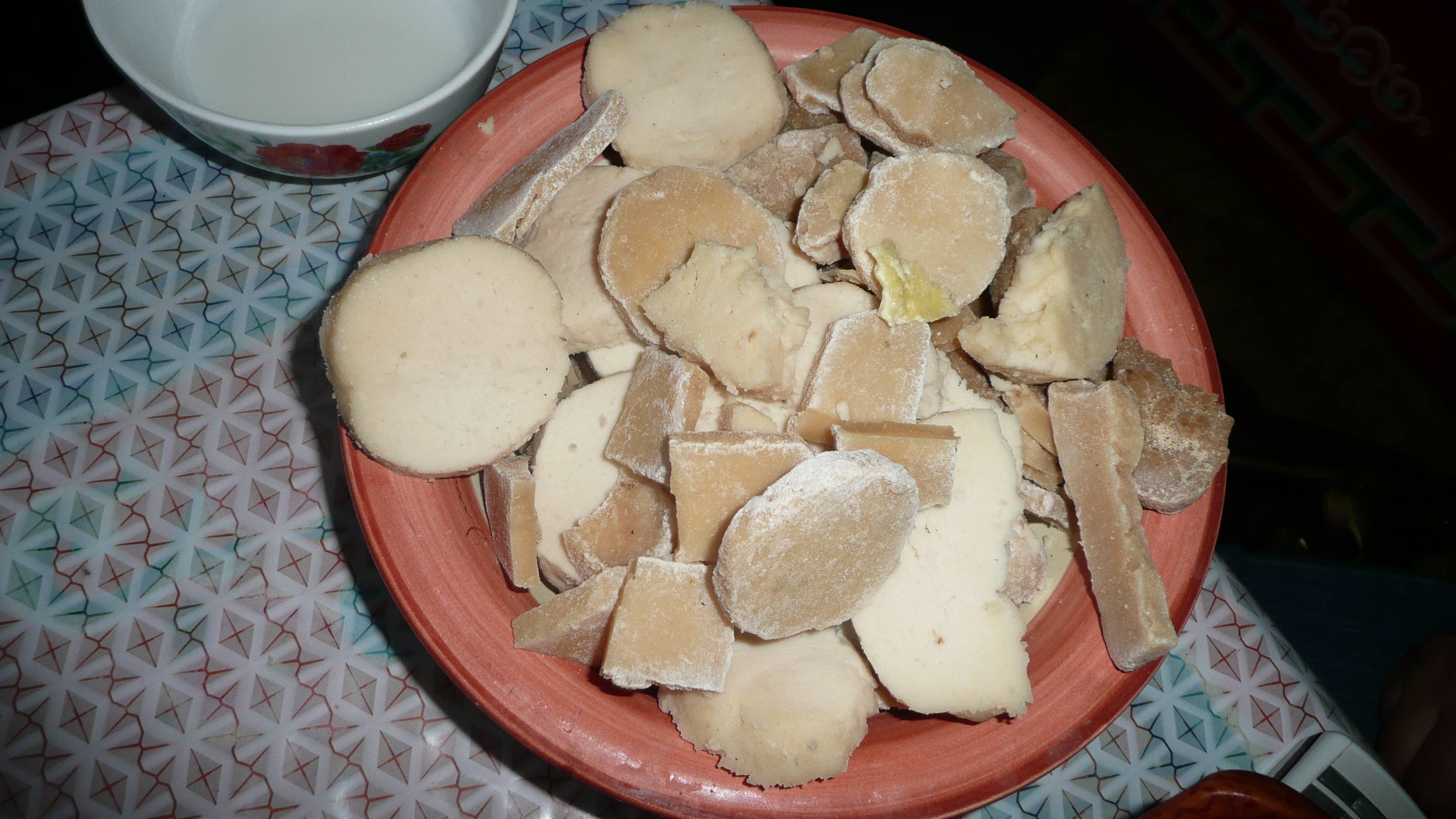
Aaruul